# Possodo
Possodo est une localité située dans le département de Zonsé de la province du Boulgou dans la région Centre-Est au Burkina Faso.